# 荀羨
荀 羨（じゅん せん、322年 - 359年）は、中国の東晋の官員・武人。字は令則。本貫は潁川郡潁陰県（現在の河南省許昌市）。

## 経歴
荀崧の子として生まれた。元帝の娘の尋陽公主を妻に迎え、駙馬都尉に任じられた。咸康8年（342年）、何充が徐州刺史として京口に赴任すると、荀羨は請われて驃騎参軍となった。穆帝により撫軍参軍とされ、太常博士とされたが、いずれも就任しなかった。後に秘書丞・義興郡太守に任じられ、次いで褚裒の下で征北長史を務めた。永和4年（348年）、揚州刺史の殷浩に抜擢され、建威将軍・呉国内史に任じられた。
永和5年（349年）、使持節・監徐兗二州諸軍事・北中郎将・徐州刺史に転じた。荀羨は赴任すると、徐州と兗州の兵を徴発し、参軍の鄭襲を淮陰に駐屯させた。ときに後趙の石虎が死去して華北が混乱していたため、荀羨は降伏者を受け入れて、人心の掌握に務めた。永和8年（352年）、自ら淮陰に駐屯し、東陽の石鱉に屯田した。ほどなく監青州諸軍事の任を加えられ、さらに兗州刺史を兼ねて、下邳に駐屯した。
永和12年（356年）、前燕の慕容恪が東晋の鎮北将軍段龕を広固に攻撃した。荀羨は段龕を救援に向かい、前燕の将の王騰を捕らえ、趙盤を敗走させて、琅邪に入った。升平元年（357年）、段龕が慕容恪に敗れて殺害された。荀羨は下邳に退却し、将軍の諸葛攸や高平郡太守の劉荘らに3000人を与えて琅邪を守らせ、参軍の戴逯や蕭鎋に2000人を与えて泰山を守らせた。このとき慕容蘭が数万の兵を率いて卞城に駐屯し、北辺を侵犯していたため、荀羨は兵を率いて東阿に赴き、戦って慕容蘭を斬った。穆帝は荀羨に封号を与えようとしたが、荀羨は固辞して受けなかった。
病が重くなり、職を解かれた。後に右軍将軍に任じられ、散騎常侍の位を加えられたが、断って受けなかった。升平2年（358年）、前燕の慕容儁が冀州諸郡を攻め落としたため、荀羨はこれに対して北伐を命じられた。荀羨は兵を率いて山茌を攻め落とし、前燕の泰山郡太守の賈堅を斬った。しかし前燕の青州刺史慕容塵の派遣した司馬悦明に敗れ、山茌を奪い返された。
升平3年（359年）、荀羨は死去した。享年は38。驃騎将軍の位を追贈された。
子に荀猗があり、秘書郎に上った。孫に荀伯子がいた。

## 逸話
- 荀羨が7歳のときに蘇峻の乱に遭遇し、父に従って石頭にいたが、蘇峻に気に入られて、よく膝の上に抱かれていた。荀羨が「一本の短刀があれば、賊を殺すのに充分だ」とひそかに母に告げると、母はその口を覆い、「みだりに言ってはいけない」と戒めた。
- 荀羨が15歳のとき、尋陽公主を妻に迎えることとなったが、荀羨は帝室の姻戚となることを望まず、出奔して逃げ去った。監司に追われたため、やむをえず出頭して、公主と結婚した。
- 荀羨は20歳で王洽と名声を等しくし、劉惔・王濛・殷浩らと交友を結んだ。
- 荀羨が徐兗二州刺史のときに、下邳から建康に来朝した。ときに蔡謨が司徒に任じられたが、固辞して受けなかったので、殷浩は蔡謨を処断しようと考え、荀羨に諮問した。荀羨が「蔡公が今日危難に遭えば、明日には必ずや桓文の挙がありましょう」と答えたので、殷浩は処断を取りやめた。

## 伝記資料
- 『晋書』巻75 列伝第45